# Denis Joncquet
Denis Joncquet, né en 1600, mort à Paris le 6 septembre 1671, est un médecin et botaniste français.

## Biographie
Originaire de Dourdan, Joncquet reçut son doctorat le 22 septembre 1639. Il s’était fait remarquer sept ans auparavant, le 29 mars 1632, lorsque l’examinateur lui demanda à l’examen du baccalauréat : « Quid est lassitudo ? » Il avait répondu : « Is est status in quo sum », avant de s’en aller. S’étant représenté à l’examen, le 10 mars 1636, il fut admis le 15 du même mois. Docteur régent depuis le 22 septembre 1639, il était médecin ordinaire du roi.
Ses talents en botanique lui valurent le poste de démonstrateur des plantes du Jardin du roi et celui de professeur de botanique à la Faculté de médecine de Paris. En 1663, Antoine Vallot, surintendant du Jardin royal et premier médecin de Louis XIV, lui confia la place de démonstrateur en botanique de Vespasien Robin et l’envoya à Montpellier rencontrer Pierre Magnol pour discuter avec lui des améliorations à apporter au Jardin royal. Joncquet revint si enchanté de cette rencontre que Vallot obtint pour Magnol le titre honorifique de médecin royal le 12 décembre 1663.
Joncquet possédait, dans le quartier du Luxembourg, son propre jardin de plantes dans lequel il en rassembla un grand nombre, toutes rares et curieuses, pour l’entretien desquelles il ne négligea ni soins ni dépenses et dont il lui offrit la jouissance à la Faculté. Il n’y avait pas loin de ce quartier à la rue de la Bûcherie ; les élèves pouvaient aisément s’y rendre, et étudier à loisir les simples. Joncquet eut le soin d’en faire imprimer, en 1659, le catalogue : ‘'Dionysii Joncquet medici parisiensis hortus : sive index onomasticus plantarum quas excolebat parisiis, annis 1658 et 1659. Accessit stirpium aliquot paulo obscurius denominatarum officinis, Arabibus, aliis, per Casparum Bauhinum explicatio (Paris, François Clouzier, 1659, in-4°). Joncquet publia encore, en 1663 : Horti regii Parisiensis pars prior, cum prefatione Antonii Joannis Vallot, cum appendice (Paris, Denis l’Anglois, in-fol.) C’est encore par ses soins que fut mise au jour, en 1665, la première partie d’un catalogue des plantes du jardin du faubourg Saint-Victor (in-fol.), ouvrage contenant l’indication de 4 000 espèces, qui a été édité sous le nom de Vallot mais qui est bien de Joncquet.
À la mort de Joncquet, son poste de démonstrateur de botanique échut à Guy-Crescent Fagon et ses cendres, après avoir été portées à Saint-Sulpice, furent inhumées dans l’église du couvent des Billettes.